# Тетраселенид пентаниобия
Тетраселенид пентаниобия — бинарное неорганическое соединение
ниобия и селена
с формулой Nb5Se4,
кристаллы.

## Получение
- Сплавление стехиометрических количеств чистых веществ:

{\displaystyle {\mathsf {5Nb+4Se\ {\xrightarrow {600^{o}C}}\ Nb_{5}Se_{4}}}}

## Физические свойства
Тетраселенид пентаниобия образует кристаллы
тетрагональной сингонии,
пространственная группа I 4/m,
параметры ячейки a = 0,9871 нм, c = 0,34529 нм, Z = 2
.